# Quechua de Pacaraos
El quechua de Pacaraos es una variedad del quechua que fue hablada en la comunidad de Pacaraos, en el valle del río Chancay (a 3000 m s. n. m. en la provincia de Huaral, departamento de Lima, Perú) hasta mediados del siglo XX.  Este quechua fue investigado por primera vez en los años 1970 por el lingüista neerlandés Willem F. H. Adelaar. Entonces, este quechua era hablado sobre todo por mujeres de 60 años o más.
Una peculiaridad del quechua de Pacaraos es que no pertenece a ninguna rama principal de la familia quechua. A diferencia de otras variantes quechuas, su acento es fonémico y cae sobre la última o la penúltima sílaba. Como los lectos Waywash y al contrario de los Wampuy, distingue entre vocales largas y cortas.
La consonante uvular /q/ del protoquechua es fricativa en Pacaraos: al final de la sílaba y a lado de consonantes sordas es fricativa sorda [χ], de lo contrario es sonora [ʁ]. A diferencia de otros lectos quechua distingue entre [r] (ejemplo: rapqan "ambos") y [rr] (ejemplo: rraqak "chica"). Como en algunos lectos del quechua ancashino, la africada postalveolar /t͡ʃ/ original se ha transformado en [s] (ejemplo: say "ese") y /s/ a [h] (ejemplos: huti "nombre", haćha "planta" , rrahu "nieve"). La africada retrofleja /ʈ͡ʂ/ se ha mantenido.
El vocabulario del quechua de Pacaraos coincide parcialmente con el quechua sureño (ejemplo: kunan "ahora"), y en parte con el waywash (ejemplo: yarku- "emerger", akshu, "papa"). Además hay muchos préstamos del jacaru u otras lenguas aimaras (ejemplos achara "viejo", uni- "odiar", wilka "sol"). Algunas palabras son conocidas exclusivamente en el quechua de Pacaraos, entre otros arapu- "contestar", chaqpa "ropa", rapqa- "ambos".
Comparte también muchos sufijos con el Waywash, entre ellos -ćhaw "en, sobre" y -piqta, -piq "de, desde".  El sufijo de acusativo -kta tiene una forma larga -kta y forma corta -k, esta última con acento final. El sufijo negativo -su (<*-chu) tiene variante corta -s.  El gerundio es expresado con -shpa, como en las variantes QII.  La primera persona del verbo y la forma posesiva del sustantivo fueron expresadas por el acento final y adición del sufijo -y. Ejemplo: tarpuy "sembrar" (raíz: tarpu-) - tarpúy "siembro" (cf. en waywash tarpuu, en wampuy tarpuni) - tarpunki "siembras" - tarpun "siembra".